# Venera 16
Venera 16 (tiếng Nga: Венера-16) là một phi thuyền Liên Xô được gửi đến Sao Kim. Quả cầu không người lái này có mục tiêu chụp ảnh bản đồ bề mặt của sao Kim bằng cách sử dụng các hệ thống hình ảnh có độ phân giải cao. Tàu vũ trụ này giống hệt Venera 15 và dựa trên những sửa đổi đối với các tàu thăm dò không gian Venera trước đó.

## Hồ sơ nhiệm vụ
Venera 16 được phóng lên vào ngày 7 tháng 6 năm 1983 lúc 02:32:00 UTC và đến quỹ đạo của Sao Kim vào ngày 11 tháng 10 năm 1983.
Tàu vũ trụ được đưa vào quỹ đạo Sao Kim một ngày sau Venera 15, với mặt phẳng quỹ đạo của nó dịch chuyển bằng một góc xấp xỉ 4 ° so với tàu thăm dò khác. Điều này làm cho nó có thể chụp ảnh lại một khu vực nếu cần thiết. Tàu vũ trụ ở một quỹ đạo gần như cực với một cực cận ~ 1000 km, ở vĩ độ 62 ° N, và cực viễn ~ 65000 km, với độ nghiêng ~ 90 °, chu kỳ quỹ đạo là ~ 24 giờ.
Cùng với Venera 15, tàu vũ trụ chụp ảnh khu vực từ cực bắc xuống khoảng 30°N vĩ độ (tức là khoảng 25% bề mặt Sao Kim) trong 8 tháng hoạt động thiết lập bản đồ.

## Cấu trúc tàu vũ trụ
Tàu vũ trụ Venera 15 và 16 giống hệt nhau và được dựa trên sự sửa đổi các phần quỹ đạo của các đầu dò Venera 9 và Venera 14. Mỗi phi thuyền bao gồm một hình trụ dài 5 m (16 ft) với đường kính 0,6 m (2,0 ft), 1,4 m (4,6 ft) ăng ten đĩa parabol cao cho radar khẩu độ tổng hợp (SAR) ở một đầu.